# バリトン (弦楽器)

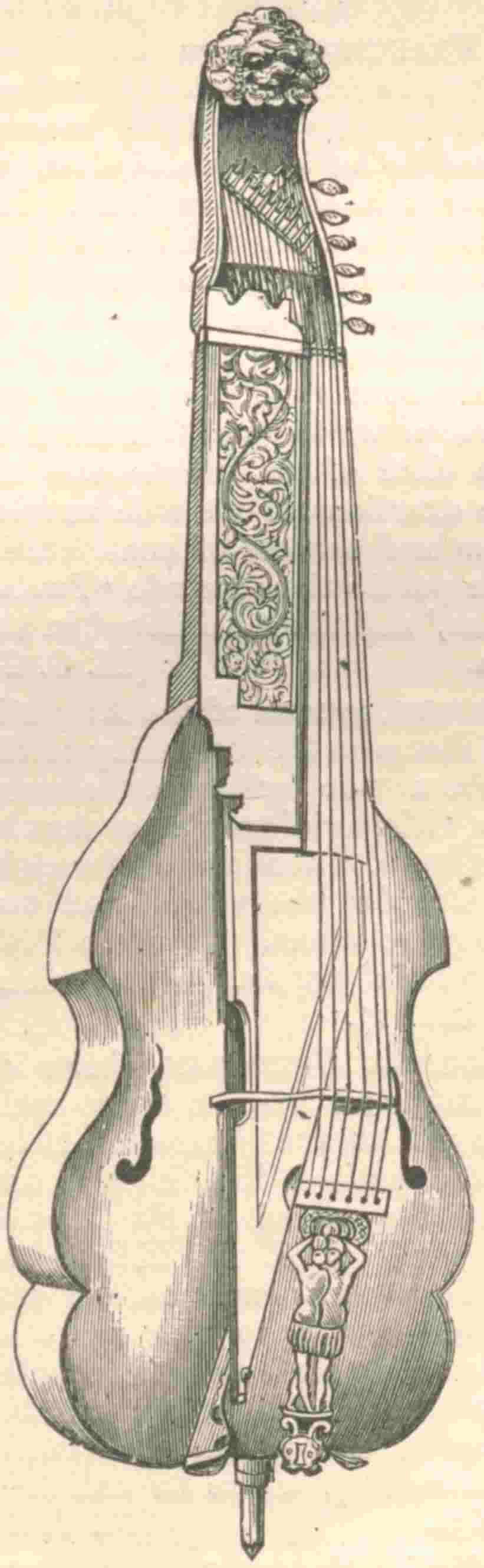
バリトン（1880年の音楽辞典より）

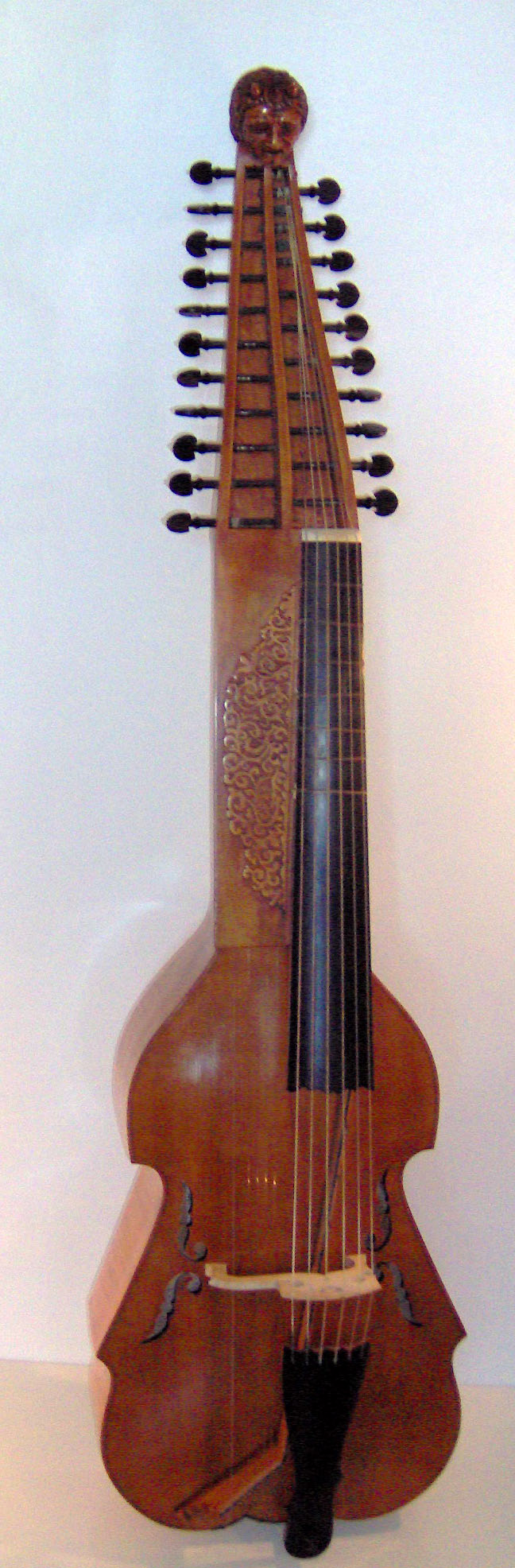
バリトン

バリトン（Baryton、伊: Viola di bardone）は、ヴィオラ・ダ・ガンバと似た擦弦楽器であり、ネックにフレットを備え、6本ないし7本のガット弦が張られるが、さらに9本から24本の金属の共鳴弦（主に12本）を持つ。共鳴弦はガット弦の振動に共鳴して鳴り、さらに左手の親指で弾いて演奏される。オーストリア・南ドイツ・東欧の一部で18世紀末まで用いられたが、演奏するのが非常に難しく、また調律も難しいために廃れ、今日では演奏される機会は稀である。

## 歴史
ヴュルテンベルク公国のクリスティアン・ウルリヒ公（1704没）に、ヨハン・ゲオルク・クラウゼの楽曲 "9 partien auf die Viola Paradon" が捧げられたというのが、バリトンに関する最古の記述とされている。
バリトンの曲目として最もよく知られているのは、フランツ・ヨーゼフ・ハイドンが、彼のパトロンでありこの楽器を嗜んだエステルハージ侯爵の為に書いた175曲である。これらのうち126曲は、ヴィオラ、チェロ、バリトンの三重奏である。これらの曲は1766年から1775年にわたって書かれた。 エステルハージ侯が愛用していたバリトンは、バスのヴィオラ・ダ・ガンバのように調律されていた（AA, D, G, c, e, a, d）。

## 復元演奏
クラシック音楽界での古楽の復興運動によりバリトンは復元・演奏されるようになり、レコーディングされたものも聴くことができる。
最初にヴィオラ・ダ・ガンバもしくはバリトンの復興に関心を寄せたのは、おそらく、ミュンヘンのクリスティアン・デーベライナー である。1934年、彼はミュンヘンの著名な弦楽器商フェルディナント・ヴィルヘルム・ヤウラに、ジーモン・シェドラーのバリトン（1782）の模造品の制作を依頼した。近代最初のバリトン演奏会は1936年にミュンヘンで開催され、ハイドンの三重奏が主な演目であった。この楽器は、ヴァスケス史的弦楽器コレクションの一部を成し、オルフェオン財団による演奏会で頻繁に用いられる。ヤウラのバリトンの完全なドキュメンテーションが、オルフェオン財団のウェブサイトで利用できる。
2009年、アイゼンシュタットにあるエステルハージ宮殿（en）にて、エステルハージ・アンサンブル（バリトン：Michael Brüssing）が、ハイドン作曲によるバリトン曲全曲録音を成し遂げた。
スイスの作曲家クラウス・フーバーが、"À l'âme de marcher sur ses pieds de soie"（2004）の中で目立つバリトンのソロを書いている。

## 現代のバリトン演奏者
- Jeremy Brooker
- Kazimierz Gruszczyński
- José Manuel Hernández
- John Hsu
- Roland Hutchinson
- Philippe Pierlot
- José Vázquez
- Michael Brüssing